# Vaughan Lewis
 (mai 2024).
Si vous disposez d'ouvrages ou d'articles de référence ou si vous connaissez des sites web de qualité traitant du thème abordé ici, merci de compléter l'article en donnant les références utiles à sa vérifiabilité et en les liant à la section « Notes et références ».
Vaughan Allen Lewis (né le 17 mai 1940) est un universitaire et homme politique saint-lucien, Premier ministre de Sainte-Lucie de 1996 à 1997.

## Biographie
Vaughan Lewis suit des études de sciences politiques et d'administration à l'université de Manchester. Il commence alors une carrière d'enseignant dans diverses universités du Royaume-Uni avant de rejoindre en 1968 le campus de Mona (Jamaïque) de l'Université des Indes occidentales comme Lecturer en Théorie politique et Relations internationales. Il dirige ensuite l'Institut de recherche économique et sociale de l'Université (aujourd'hui Sir Arthur Lewis Institute of Social and Economic Studies). En 1982, il devient le premier directeur général de l'Organisation des États de la Caraïbe orientale à Castries, et le reste jusqu'en 1996. 
Cette année, il est élu au Parlement de Sainte-Lucie, et devient Premier Ministre de Sainte-Lucie à la suite de la démission de John Compton. Lors des élections suivantes, en 1997, le Parti uni des travailleurs subit une lourde défaite au profit du Parti travailliste de Sainte-Lucie dirigé par Kenny Anthony. Lewis reste cependant le leader du parti jusqu'en 2005 où il est battu par John Compton lors de la conférence du parti à Soufrière. À la suite de cette défaite, il rallie le Parti travailliste de Sainte-Lucie et tente de se faire élire aux élections de 2006 au siège de député de Castries, mais subit une lourde défaite face au candidat du Parti uni des travailleurs. Il abandonne alors la vie politique et redevient Professor à l'Université des Indes occidentales sur le campus de St Augustine à Trinité-et-Tobago.